# Joseph Nguyễn Năng
Joseph Nguyễn Năng (ur. 24 listopada 1953 w Phúc Nhạc) – wietnamski duchowny rzymskokatolicki, w latach 2009-2019 biskup Phát Diệm, od 2019 arcybiskup Ho Chi Minh.

## Życiorys
Święcenia kapłańskie przyjął 9 czerwca 1990 i został inkardynowany do diecezji Xuân Lộc. Po święceniach pracował jako proboszcz w Thuan Hoà. W latach 1998–2002 studiował dogmatykę w Rzymie, zaś po powrocie do kraju objął funkcję rektora seminarium.
25 lipca 2009 otrzymał nominację na biskupa Phát Diệm. Sakry biskupiej udzielił mu 8 września 2009 Dominique Nguyễn Chu Trinh.
W 2016 został wybrany wiceprzewodniczącym wietnamskiej Konferencji Episkopatu.
19 października 2019 papież Franciszek mianował go arcybiskupem Ho Chi Minh. Ingres odbył się 11 grudnia 2019.